# Парламентские выборы в Южной Африке (1938)
Парламентские выборы в Южной Африке проходили 18 мая 1938 года для избрания 150 депутатов Палаты собраний. Это был 8-й парламент Южно-Африканского Союза. Объединённая партия под руководством Джеймса Герцога получила абсолютное большинство мест в Палате собраний.

## Предвыборная обстановка
Национальная партия под руководством Джеймса Герцога и Южно-Африканская партия под руководством Яна Смэтса были в коалиции со времени выборов 1933 года.
После выборов обе коалиционные партии слились в Объединённую южноафриканскую партию (известную, как правило, как Объединённая партия), которая официально появилась 5 декабря 1934 года.
Члены Национальной партии, которые были не согласны с объединением, образовали Очищенную национальную партию в июне 1934 года. Её лидер Даниэль Малан был до этого руководителем Национальной партии в Капской провинции. Всего 18 членов парламента от Национальной партии перешли в новую партию и Малан стал лидером официальной оппозиции в Палате собраний.
С другой стороны, члены Южноафриканской партии, которые были не согласны с объединением, также образовали новую Доминионскую партию, лидером которой стал полковник Чарльз Стеллард.

## Избирательный закон и представительство
По Акту о коренном представительстве 1936 года все зарегистрированные чёрные избиратели в Капской провинции были переведены из общего списка в специальный Список капских коренных избирателей. Это привело к разрушению традиционной системы мультирасового Капского избирательного права.
Чёрные избиратели никогда не могли голосовать в Трансвале и Оранжевой провинции и лишь немногие имели право голоса в провинции Наталь.
Избирательные списки на 1935 год были разбиты по расовому признаку (согласно расовой классификации принятой в Южной Африке того времени).

## Результаты
Количество зарегистрированных избирателей было 1 052 652. Было подано 835 378 голосов (из них 5 481 недействительных).
| Партия | Партия                        | Места | %     | Голоса  | %     | Лидер                       |
|        | Объединённая партия           | 111   | 74,00 | 446 032 | 53,81 | генерал Джеймс Барри Герцог |
|        | Очищенная национальная партия | 27    | 18,00 | 259 543 | 31,31 | полковник Даниэль Малан     |
|        | Партия Доминиона              | 8     | 5,33  | 52 356  | 6,32  | Чарльз Стеллард             |
|        | Лейбористская партия          | 3     | 2,00  | 48 641  | 5,87  | Уолтер Медли                |
|        | Социалистическая партия       | 1     | 0,67  | 4,963   | 0.60  | -                           |
|        | Независимые                   | -     | -     | 17 362  | 2,09  | -                           |
|        | Всего                         | 150   | 100   | 835 378 | 100   |                             |